# Botryosphaeria corticola
Botryosphaeria corticola är en svampart som beskrevs av A.J.L. Phillips, A. Alves & J. Luque 2004. Botryosphaeria corticola ingår i släktet Botryosphaeria och familjen Botryosphaeriaceae.   Inga underarter finns listade i Catalogue of Life.